# World Series 1973
Le World Series 1973 sono state la 70ª edizione della serie di finale della Major League Baseball al meglio delle sette partite tra i campioni della National League (NL) 1973, i New York Mets, e quelli della American League (AL), gli Oakland Athletics. A vincere il loro settimo titolo furono gli Athletics per quattro gare a tre.
I Mets avevano vinto il titolo della National League East con 1½ gare di vantaggio sui St. Louis Cardinals battendo poi i Cincinnati Reds, tre gare a due, nelle National League Championship Series. Gli Oakland Athletics, vincitori delle seconde World Series consecutive, vinsero il titolo dell'American League West division con sei gare di vantaggio sui Kansas City Royals e poi batterono i Baltimore Orioles, tre gare a due, nelle American League Championship Series. Reggie Jackson, già MVP dell'American League nella stagione regolare, si rifece dopo non avere potuto disputare le finali dell'anno precedente per un infortunio, venendo premiato come MVP delle World Series.

## Sommario

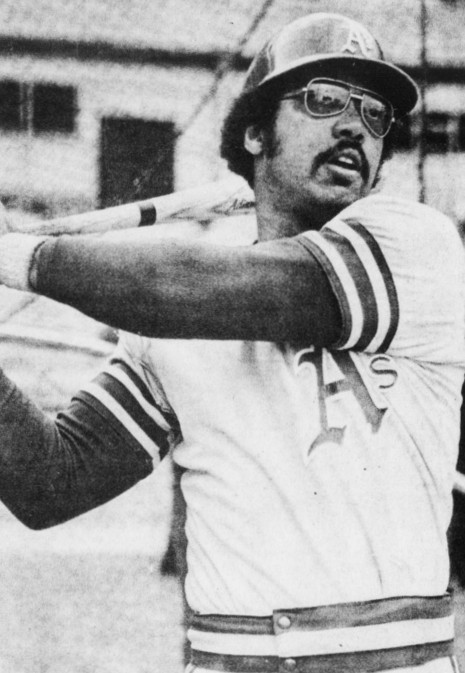
Reggie Jackson prima di gara 3 delle World Series 1973

Oakland ha vinto la serie, 4-3.
| Gara | Data       | Risultato                                       | Stadio                          | Tempo | Pubblico |
| ---- | ---------- | ----------------------------------------------- | ------------------------------- | ----- | -------- |
| 1    | 13 ottobre | New York Mets – 1, Oakland A's – 2              | Oakland–Alameda County Coliseum | 2:26  | 46.021   |
| 2    | 14 ottobre | New York Mets – 10, Oakland A's – 7 (12 inning) | Oakland–Alameda County Coliseum | 4:13  | 49.151   |
| 3    | 16 ottobre | Oakland A's – 3, New York Mets – 2 (11 inning)  | Shea Stadium                    | 3:15  | 54.817   |
| 4    | 17 ottobre | Oakland A's – 1, New York Mets – 6              | Shea Stadium                    | 2:41  | 54.817   |
| 5    | 18 ottobre | Oakland A's – 0, New York Mets – 2              | Shea Stadium                    | 2:39  | 54.817   |
| 6    | 20 ottobre | New York Mets – 1, Oakland A's – 3              | Oakland–Alameda County Coliseum | 2:07  | 49.333   |
| 7    | 21 ottobre | New York Mets – 2, Oakland A's – 5              | Oakland–Alameda County Coliseum | 2:37  | 49.333   |

## Hall of Famer coinvolti
- Athletics: Dick Williams (man.), Reggie Jackson, Catfish Hunter, Rollie Fingers
- Mets: Yogi Berra (man.), Willie Mays, Tom Seaver